# نادي سترومسغودست
نادي سترومسغودست الرياضي ((بالإنجليزية: Strømsgodset Idrettsforening)‏) هو نادي نرويجي متعدد الرياضات من ضاحية غولسكوغن في درامن. يكتسب شهرته بسبب فريق كرة القدم الذي يلعب في الدوري النرويجي الممتاز.
التاريخ
تأسس النادي في عام 1918، وقد مر بفترات مختلفة من النجاح والتراجع على مدار تاريخه.
الإنجازات
- حقق النادي بعض النجاحات في البطولات المحلية، مثل الفوز بكأس النرويج في بعض المواسم.
- شارك النادي في الدوري النرويجي الممتاز في بعض المواسم.
الملعب يلعب النادي مبارياته على أرضه في ملعب غولدسكوجين، الذي يتسع لاستيعاب حوالي 5,000 متفرج.
الفريق الحالي يضم النادي فريقًا من اللاعبين المحترفين والهواة، ويتميز بتشكيلة متنوعة من اللاعبين النرويجيين والأجانب.
الجماهير يتمتع النادي بجماهير متميزة ومتحمسة، الذين يدعمون الفريق في كل المباريات.

## لاعبون ملحوظون
- مارتين أوديغارد